# Marcia Barbosa
Márcia Cristina Bernardes Barbosa (trong các ấn phẩm quốc tế, từ Márcia thường được đánh vần mà không có dấu sắc) là một nhà vật lý người Brazil được biết đến nhờ các nghiên cứu về tính chất của nước và vì những nỗ lực của cô trong việc cải thiện điều kiện cho phụ nữ trong nghiên cứu học thuật. Cô là giáo sư tại UFRGS, đồng thời là giám đốc của Viện hàn lâm Khoa học Brazil.

## Tiểu sử
Sinh ra ở Rio de Janeiro, Brazil, Barbosa học trung học tại Colégio Marechal Rondon, ở Canoas, Rio Grande do Sul, Brazil, và học chương trình đại học và sau đại học tại Đại học Liên bang do Rio Grande do Sul (UFRGS), Porto Alegre, Brazil. Sau khi nhận bằng tiến sĩ, cô đã dành hai năm làm nghiên cứu sinh tại nhóm nghiên cứu của Michael Fisher tại Đại học Maryland. Quay trở lại Brazil, cô đã có một vị trí cố định tại UFRGS nơi cô đang làm việc cho đến ngày hôm nay, với tư cách là Giáo sư Vật lý đầy đủ.

## Nghiên cứu về nước
Một phân tử nước - hai phần hydro, một phần oxy - có vẻ đơn giản, nhưng tính chất của chất bí ẩn này đã gây trở ngại cho các nhà khoa học trong nhiều thế hệ. Trong suốt sự nghiệp của mình, Barbosa đã tìm cách mở khóa những bí mật về sự bất thường của nước, ban đầu từ góc độ lý thuyết và sau đó bằng cách tập trung hiểu biết của mình vào các ứng dụng thực tế của nước trong y học và khoa học đời sống.
Công trình của Barbosa đã giúp giải thích tại sao nhiều đặc điểm của nước - chuyển động của các phân tử, phản ứng của nó với sự thay đổi nhiệt độ và áp suất - làm cho nó khác với các chất lỏng khác theo những cách rộng lớn và quan trọng, và cách các phân tử sinh học như DNA, protein và chất béo tương tác với nước trong cơ thể con người. Cô đã phát triển thêm một loạt các mô hình về các tính chất của nước đã góp phần vào sự hiểu biết của chúng ta về tương tác của nước với các phân tử sinh học và các quá trình địa chất.